# Gångegenskaper (tåg)
Rälsfordons gångegenskaper är förmågan att röra sig i färdriktningen och så lite som möjligt i andra riktningar så att passagerare inte blir åksjuka och gods ej skadas.[källa behövs]

## Bakgrund
Dåliga gångegenskaper kan ge upphov till två problem. Dels ökar de dynamiska påkänningarna på hjul och räls. Dels kan passagerare uppleva obehag eller gods skadas. Rörelsesjuka eller åksjuka är ett välkänt fenomen och gäller alla fordon: till sjöss, på räls, på väg eller i luften. Av dessa ger dock tåg på räls minst obehag. Olika lösningar har införts för att förbättra spårfordons gångegenskaper. Spårfordon har en gynnsam förutsättning genom att rälsen följer en förhållandevis rak spårgeometri. Men nackdelen är den hårda kontakten metall mot metall som ger vibrationer och därmed även buller. När hastigheterna ökar (>200 km/t) så ökar denna inverkan från ojämnheter dramatiskt. Dessutom gör snäva kurvradier att passagerare störs av sidokrängningar och ytterst finns risk för urspårning vid för hög hastighet.

## Problem
De oönskade rörelserna kan elimineras på fyra sätt:
- Kurvradier i spårgeometrin görs så stora som möjligt och spåret doseras (rälsförhöjning enligt banverkets nomenklatur) så att centrifugalkrafterna elimineras vid höga hastigheter utan att lutningen blir alltför störande vid krypfart.
- Fjädring så att rörelserna i hjulen ej förs över till vagnen. Den ofjädrade vikten ska vara så liten som möjligt. Ofta är endast hjulsats, bromsskivor och axelboxar ofjädrade.
- Dämpning så att självsvängningar elimineras. Sker antingen med bladfjäderpaket (som har en inbyggd friktionsdämpning) eller med hydrauliska dämpkolvar (stötdämpare).
- Styrning av hjulaxlarna så att de följer rälsen utan att flänsarna slår i. Sker genom en konisk rullbana och passiv eller aktiv vridning av axlarna i horisontalplanet (se vridrörelser i horisontalplanet nedan).

## Lösningar
För rälsfordon gäller följande oönskade rörelseriktningar med var och en sina lösningar:
- Vertikalrörelser. Historiskt har det räckt med bladfjädrar mot lagerhusen (låga hastigheter  <100 km/t). Numera används spiralfjädrar kompletterade med hydrauliska dämpkolvar. Men man kan även dela upp fjädringen med dels en axelfjädring för de kortslagiga rörelserna mellan hjul och järnvägsboggi och en boggifjädring för de långslagiga rörelserna (gungningar) mellan boggin och vagnskorgen. Axelfjädringen kan då ske med gummipaket som liksom bladfjädrar har en inbyggd dämpning.

- Lateralrörelser (i sidled). Grundprincipen är att flänshjulen håller axeln på plats i sidled. Genom att hjulen ges en konisk rullbana åstadkommes en självcentrering som i idealfallet gör att flänsarna aldrig slår i rälskanterna. Hur detta fungerar beskrivs under självstyrande hjulaxlar nedan.

- Vridrörelser i horisontalplanet (krängningar eller radialrörelser). Äldre människor kommer ihåg hur gamla spårvagnar krängde hit och dit genom att vagnarna var förhållandevis långa (stort tröghetsmoment) och avståndet mellan axlarna (hjulbasen) var kort. Genom att använda boggier (som egentligen är lätta korta vagnar placerade i vagnens ändar) kan man dramatiskt förbättra ett rälsfordons gångegenskaper. Detta beskrivs under självstyrande boggi nedan.

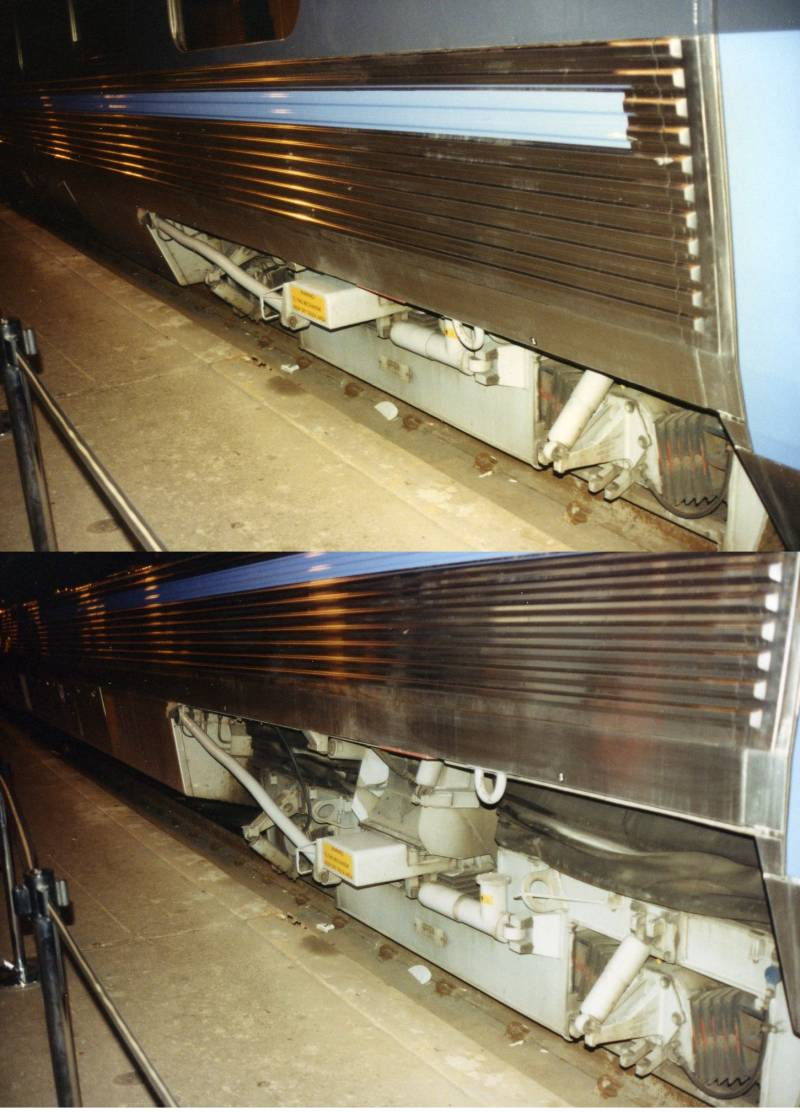
Kompositbild från provet med X2000 vid Union Station i Chicago. Bilden visar hur stor lutningen kan vara åt vardera sidan.

- Vridrörelser i vertikalplanet (gungningar). Kan uppstå vid in- och utgång av kurvor. Den centrifugalkraft som uppstår bestäms av kurvradien och hastigheten. Terräng och bebyggelse sätter begränsningar för kurvradierna. Höghastighetståg (>300 km/t) kräver mycket stora kurvradier och oftast helt nya dragningar än de som finns i Sverige. Centrifugalkraften reduceras med en lämplig lutning av banan. Det är då viktigt att övergången till lutningen sker mjukt i kurvans in- och utgångar. Det sker genom att både kurvradien och lutningen ökas och minskas linjärt (gradvis) inom en viss sträcka. Den upplevda centrifugalkraften kan ytterligare minskas genom att luta vagnskorgarna i kurvorna. En sensor känner av antingen boggins vridning (=kurvradien) eller centrifugalkraften och styr en mekanisk korglutning. X2000-tåget har ett sådant system. Visserligen tillkommer en corioliskraft (vinkelrätt mot vridningen) men denna blir så låg att den kan försummas. Den ökande kraften mot sätet (centrifugalkraften) kan dock ge vissa passagerare ett obehag liknande illamående i karuseller.

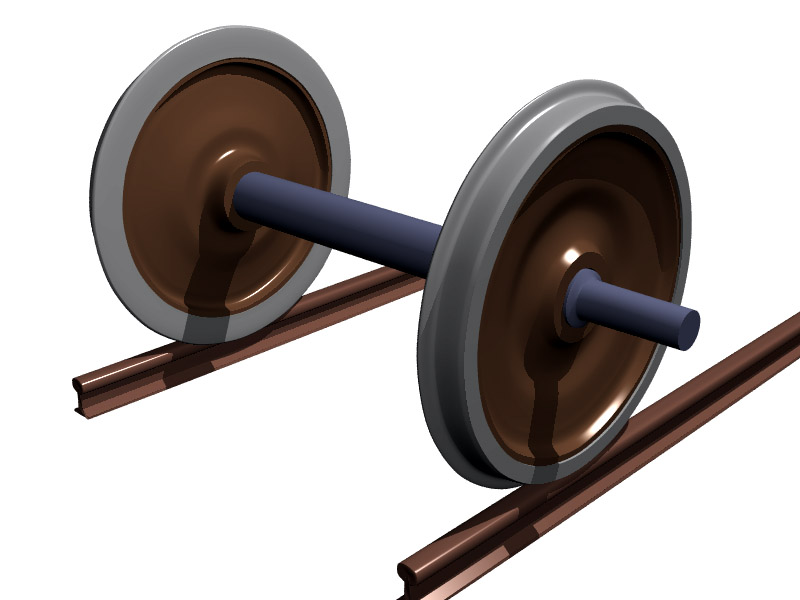
Järnvägshjul är fast förbundna med en axel. Hjulen rullar därför med samma hastighet. Men genom elastiska vridningar kan självsvängningar uppstå vilka hörs som ett gnissel.

## Självstyrande hjulaxlar
Järnvägshjul och axel är fast förbundna med varandra. Hjulen kan därför ej vridas i förhållande till varandra. Det betyder att i kurvor måste det ena hjulet glida lite eftersom ytterkurvan ger längre väg än innerkurvan. Det brukar ge upphov till gnissel i kurvorna eftersom axeln vrids lite innan ett hjul släpper (torsionssvängning) men det kan accepteras eftersom järnvägens kurvor inte är så tvära. Bilar däremot, kan svänga mycket tvärare och hjulen måste kunna rotera oberoende av varandra (jfr. differential). Skälet till att hjulen fästs vid axeln är främst att man klarar sig med två lager i stället för fyra.
Vid högre hastigheter kan stabiliteten däremot förbättras om hjulskivorna inte är helt styvt kopplade till varandra, genom en magnetkoppling (där ett magnetiskt puder gör att styvheten kan varieras genom ett elektromagnetiskt fält). 
I begynnelsen hade järnvägshjulen cylindriska bärytor. Vagnen styrdes då enbart av flänsen som hela tiden stöttes till i sidled. Om i stället bärytorna på hjulen svarvas koniska så att diametern är större på insidan vid flänsen så uppstår en styreffekt. Om vagnen till exempel spårar lite åt vänster, så gör koniciteten att den väg vänstra hjulen rullar blir lite längre (större diameter) än den väg som högra hjulen tillryggalägger (mindre diameter). De vänstra hjulen dras då lite framåt och högra hjulen bakåt vilket gör att vagnen och axlarna vrids lite åt höger och hjulen rullar då svagt till högra sidan. Nu får i stället det högra hjulet längre väg än det vänstra och blir vridningen av vagnen åt vänster. Vagnen styr då åter mot vänster o.s.v. Koniciteten gör således att vagnen alltid styrs mot rälsens mitt. En lugn gång erhålles eftersom kontakten mellan fläns och räls i bästa fall undgås. Slitaget på hjul och spår minskar. Se även flänshjul.
Koniciteten gör även att gången i kurvor blir bättre. Centrifugalkraften gör att ytterhjulet trycks mot flänsen, ytterhjulets väg blir längre än innerhjulets och kompenserar i bästa fall att rälsen är lite längre i en ytterkurva. Kompensationen kan ytterligare förfinas genom att ge spåret en viss lutning i kurvorna.

## Självstyrande boggi
Styrningseffekten av koniciteten ökar om hjulbasen – avståndet mellan axlarna – minskas, därför att en kort vagn vrider sig lättare än en lång. En boggi ska ses som en väldigt kort vagn med litet tröghetsmoment som därmed svänger lättare. Genom att låta en lång vagn bäras av två vridbara korta vagnar (boggier), som var och en blir mer självcentrerande, så blir hela vagnens gång lugnare. Den styr lättare genom kurvor och växlar. Antalet axlar behöver inte bli flera eftersom man nu kan göra varje vagn längre eller klara större last. Om lasten är låg kan man i stället låta två vagnsändar bäras av samma boggi – en jakobsboggi – som t.ex. i pendeltåget X60. Jakobsboggin har även en annan fördel att den förlänger hjulbasen mellan boggierna vilket gör att vagnskorgen kränger mindre. 
Ett problem med självstyrande boggier är att de kan styra lite för snabbt i höga hastigheter så att en självsvängning uppstår – sinusgång. Detta har man eliminerat genom att sätta in horisontella "girdämpare" mellan boggi och vagn vilket dämpar vridrörelsen i boggin. 
En förbättring var införandet av boggi med passiv radiell axelstyrning. På de flesta boggierna har hjulaxlarna bara kunnat röra sig vertikalt (fjädring) men ej framåt eller bakåt. Genom att använda t.ex. gummiinfästning i rörelseriktning så kan man låta axeln vrida sig lite i horisontalplanet när tåget går i en kurva och ytterhjulet får längre väg att gå än innerhjulet. De två axlarna i en boggi blir inte helt parallella utan riktas in mot centrum för den kurvradie som banan har. Det blir lite som på en bil där man med ratten vrider framhjulen mot innerkurvan. Det hela sker utan yttre hjälp och kallas därför passiv radiell styrning. Slitaget på hjul och räls minskar väsentligt och man kan tillåta högre hastighet i kurvorna (cirka 15 % högre). 
Även i detta fall är dämpningen i vridrörelsen (oftast gummi) viktig för att undvika självsvängningar. En följd blir att man inte kan använda den gamla tekniken med bromsklossar som trycker mot hjulbanan utan måste ha särskilda bromsskivor. X 2000-tågen har denna lösning. 
En ytterligare förbättring är aktiv radiell axelstyrning. Rälsen är ibland oregelbunden. Sättningar gör att den kan bli krokig. Vid höga farter räcker inte den passiva styrningen för att skapa jämn gång. Genom att sätta in sensorer i boggierna som känner av påkänningar i olika riktningar kan blixtsnabba styrimpulser ges som aktiverar en mekanisk vridning av axlarna. Det kan ske genom att skjuta ihop lagerboxarna lite i längsled på ena sidan av boggin och isär på den andra sidan. Detta sker mycket snabbt (jämför med tekniken för låsningsfria bromsar och antisladdsystem för bilar). Denna "mekatroniska" lösning har även fördelen att antalet dämpkolvar och länkar kan elimineras.
Metoden kan kompletteras med aktiv lateral fjädring. Om flänsen kortvarigt går emot rälskanten kan en sådan aktivera en liten sidledsförflyttning av axeln för att undvika skakningar.